# Стрии (Брестская область)
Стри́и (бел. Стрыі) — деревня в Кобринском районе Брестской области Белоруссии. Входит в состав Буховичского сельсовета.
По данным на 1 января 2016 года население составило 158 человек в 59 домохозяйствах.
В деревне ранее располагался магазин и отделение местной библиотеки, которые на данный момент не функционируют. В деревне постоянно проживают представители таких национальных меньшинств как цыгане, татары, узбеки, украинцы.
Деревня расположена в 16 км к северо-востоку от города и станции Кобрин и 60 км к востоку от Бреста.
На 2012 год площадь населённого пункта составила 0,9 км² (90 га).

## История
Населённый пункт известен с XVI века. В разное время население составляло:
- 1999 год: 70 хозяйств, 190 человек;
- 2009 год: 178 человек;
- 2016 год[2]: 59 хозяйств, 158 человек;
- 2019 год[1]: 142 человека.

## Известные уроженцы
- Василий Иванович Кочурко (р. 1950) — доктор сельскохозяйственных наук, бывший ректор Барановичского государственного университета.